# Пятницы (Нижегородская область)
Пя́тницы — село в Арзамасском районе Нижегородской области. Входит в состав Большетумановского сельсовета.
Село располагается на левом берегу реки Тёши.

## Население
| 1999 | 2002 | 2010 |
| ---- | ---- | ---- |
| 234  | ↘191 | ↘165 |